# Ceratozamia vovidesii
Ceratozamia vovidesii — вид голонасінних рослин класу саговникоподібні (Cycadopsida).

## Опис
Стовбур частково під землею, не розгалужений, довжиною 15–85 см. Листків, від 8 до 16, довжиною 124—188 см, довгий черешок 35–80 см озброєний дрібними шипами; листки складаються з 74–93 пар ланцетоподібних фрагментів, 29–38 см завдовжки і 7–14 мм шириною. Чоловічі шишки веретеновиді, прямостоячі, зеленувато-жовті, 40–50 см, а жіночі шишки коричнево-зелені, 33–46 см довжиною і шириною 7–10 см. Насіння яйцеподібне, 23–27 мм, вкрите саркотестою, яка спочатку кремово-біла, і стає коричневою в зрілості. Число хромосом 2n = 16.

## Поширення, екологія
Країни поширення: Мексика (Чьяпас). Рослини зустрічаються в Quercus лісах. Ґрунти кислі сіро-коричнево-червонуваті. Цей вид також можна знайти в хмарних лісах і в тропічних дощових лісах.

## Загрози та охорона
Популяції були піддані неконтрольованим щорічним лісовим пожежам і трансформації середовища проживання для кукурудзяних та кавових плантацій. Рослини зустрічаються в El Triunfo Biosphere Reserve.